# Jiangyan
Jiangyan (姜堰 ; pinyin : Jiāngyàn) est une ville de la province du Jiangsu en Chine. C'est une ville-district placée sous la juridiction de la ville-préfecture de Taizhou.

## Démographie
La population du district était de 923 025 habitants en 1999.